# La silla eléctrica (programa de televisión)
La silla eléctrica fue un programa de televisión chileno emitido por Canal 13 entre 1973 y 1974. Consistía en un espacio de corte humorístico que contaba con la participación de los comediantes Manolo González, Jorge Romero, Alejandro Lira y Gabriel Araya.
La dinámica del programa consistía en la recreación de una fiesta al interior de una casa de clase media, con bailes, visitas, pruebas, y charla entre los invitados, teniendo como punto cúlmine el juego que daba el título al programa: uno de los invitados se sentaba en una recreación de una silla eléctrica y los humoristas contaban chistes, ante lo cual la persona debía evitar reírse; si fracasaba, recibía una supuesta descarga eléctrica, y si lograba no reírse, los comediantes se ponían unos bonetes de burro como castigo.
Fue emitido por primera vez el 8 de enero de 1973 y en su primera temporada se transmitía los lunes a las 21:25, reemplazando al programa humorístico Plato único; el espacio se grababa en los estudios de Protab, ubicados en calle Tarapacá, y el director del programa era Germán Becker Ureta, autor también de otros espacios emitidos por Canal 13 como Dominó, El doctor Mortis y El show de Silvia Piñeiro. Entre el elenco de personas invitadas —encargadas de reír y contagiar a la persona ubicada en la silla eléctrica— se encontraron Claudio Orrego Vicuña, Alfonso Amenábar, el padre Gilberto Lizana, Jorge Rencoret, la vedette Enery, y María Eugenia Rencoret Silva, esposa de Germán Becker.
Tras el golpe de Estado del 11 de septiembre de 1973 La silla eléctrica siguió al aire, y sus integrantes formaron parte de un especial de Fiestas Patrias emitido por Canal 13 el 18 de septiembre. El programa fue emitido hasta 1974, año en que era transmitido los días domingo a las 20:00.